# Pirotecnia Zaragozana
Pour les articles homonymes, voir Zaragoza.
Pirotecnia Zaragozana est spécialisée dans la fabrication d'articles pyrotechniques de divertissement et dans la conception de spectacles pyrotechniques. Elle est une des cinq filiales du Groupe Étienne Lacroix depuis 2014.

## Historique
Pirotecnia Zaragozana est fondée en 1860 à Saragosse en Espagne. Menée par la famille Perez, elle fabrique de génération en génération des artifices de divertissement pour l'Espagne et le monde entier.
En 2014, Étienne Lacroix Group rachète Pirotecnia Zaragozana,tout en conservant sa marque commerciale.
Le 31 août 2015 une explosion ravage une grande partie de l'usine de Pirotecnia Zaragozana. Cet accident cause le décès de six employés et en blesse six autres.
À la suite de cet accident, la production est stoppée, et les derniers stocks encore présents sur son usine sont détruits de manière préventive par la Guardia Civil. Étienne Lacroix Group dessine alors une stratégie de court, moyen et long terme pour pérenniser cette entreprise fondée en 1860.
Une partie des ouvriers et du personnel de Pirotecnia Zaragozana est transférée en France sur les usines de Ruggieri, intégrées au Groupe Lacroix en 2012, à Mazères (Ariège) et à Sainte-Foy-de-Peyrolières (Haute-Garonne) pour y redémarrer à moindre échelle des activités industrielles.
Le groupe Étienne Lacroix souhaite redémarrer la production en Espagne à un horizon indéterminé.

## Réalisations
Pirotecnia Zaragozana a participé notamment à :

### À l'international
- 2013 : Semana Grande de San Sebastián (es) de Saint-Sébastien
- 2013 : International des Feux Loto-Québec de Montréal
- 2013 : Pyronale (de) de Berlin

### En France
- 2013 : Festival d'art pyrotechnique de Monaco
- 2013 : Festival d'art pyrotechnique de Cannes

## Sources
1. ↑  Présentation, « Présentation Pirotecnia Zaragozana », sur www.youtube.com (consulté le 10 février 2017)
2. ↑  Izanet, « Pirotecnia Zaragozana Fuegos Artificiales Antorchas Bengalas Tracas Detonantes Toros de Fuego », sur www.pirotecniazaragozana.com (consulté le 9 février 2017)
3. ↑  « Ruggieri |  Le Groupe Etienne Lacroix se porte acquéreur de Pirotecnia Zaragozana » [archive du 11 février 2017], sur www.lacroix-ruggieri.com (consulté le 9 février 2017)
4. ↑  Heraldo.es. Zaragoza, « Una empresa centenaria con 40 personas en plantilla », sur heraldo.es (consulté le 9 février 2017)
5. ↑  (es) « Pirotecnia Zaragozana homenajea a las víctimas en el primer aniversario del accidente », 20 minutos,‎ 28 août 2016 (lire en ligne, consulté le 9 février 2017)
6. ↑  M. A. Coloma/ R. J. Campo. Zaragoza, « Un furgón que descargaba cohetes al lado del almacén causó la cadena de explosiones », sur heraldo.es (consulté le 9 février 2017)
7. ↑  Europa Press. Zaragoza, « Una nueva explosión controlada destruirá este sábado el resto del material pirotécnico dañado », sur heraldo.es (consulté le 9 février 2017)
8. ↑  Efe. Zaragoza, « Pirotecnia Zaragozana sigue buscando emplazamiento para su nueva planta », sur heraldo.es (consulté le 9 février 2017)
9. ↑  Efe. Zaragoza, « Pirotecnia Zaragozana presenta su nuevo proyecto un año después del accidente », sur heraldo.es (consulté le 9 février 2017)
10. ↑  M. A. Coloma. Zaragoza, « Una inversión de diez millones convertirá a la Pirotecnia Zaragozana en el referente europeo », sur heraldo.es (consulté le 9 février 2017)
11. ↑  Ramón J. Campo. Zaragoza, « Pirotecnia Zaragozana reabrirá la empresa en un año y ofrece empleo temporal en Francia », sur heraldo.es (consulté le 9 février 2017)